# Герб Новомиргорода
Ге́рб Новоми́ргорода — офіційний символ міста Новомиргород, районного центру Кіровоградської області. Затверджений на сесії Новомиргородської міської ради VI скликання 5 вересня 2012 року рішенням № 741.

## Опис
|  | У зеленому полі трикутна глава з червоним розширеним хрестом та срібний вузький хвилястий стовп, обабіч якого золотий пандур з рушницею та золотий кадуцей. |

Щит обрамований декоративним картушем і увінчаний срібною міською короною з трьома бланками.

## Пояснення символіки
У верхній частині герба зображений козацький хрест, форма якого запозичена з герба Миргорода — полкового міста засновників Новомиргорода. Фігура пандура (сербського прикордонника) у зеленому полі залучена з першого герба міста 1845 року і представляє період становлення населеного пункту як важливого адміністративного центру.
Срібний стовп відображає річку Велику Вись, що колись розділяла два міста, нині об'єднані в одне ціле.
Символ торгівлі кадуцей уособлює Златопіль, відомий на початку своєї історії як прикордонне торгове містечко.
Золото означає багатство, знатність і стабільність. Срібло має значення шляхетності і мудрості; також ним передається стихія води. Зелений колір символізує свободу, радість і надію; червоний — мужність, хоробрість та життєздатність.

## Історія
Протягом історичного розвитку міста в різні періоди використовувалось три герби Новомиргорода.

### Російська імперія
Герб Новомиргорода російського періоду був затверджений 6 квітня 1845 року Військовим відомством. Виглядав він так: у верхній половині перетятого щита, в золотому полі — державний російський герб; у нижній, розділеній на дві половини, в правій — в лазуровому полі вензель імператриці Єлизавети Петрівни, з боків якого — 1751 рік; в лівій — в зеленому полі пандур, що стоїть в повній формі.

##### Проєкт Б.В.Кене
Існував також проєкт міського гербу, розроблений герольдмейстером Борисом Кене: в зеленому полі — дві срібні шаблі, покладені навхрест золотими руків'ям донизу і вензелем Єлизавети Петрівни над ними. У вільній частині — герб Херсонської губернії. Щит увінчаний срібною міською короною з трьома вежками та обрамований двома золотими колосками, оповитими Олександрівською стрічкою. Затвердження цей проєкт так і не отримав.

### Радянська доба
В радянський час замість герба використовувалась емблема, затверджена 14 червня 1988 року рішенням сесії № 25 міської ради. В червоному полі емблеми — срібний голуб, крила якого увінчані спілим золотим колоссям. У лазуровій базі — чорне коло зі срібною шахтою і фрезою. Лазуровий пояс обтяжений чорною назвою міста. Верхня частина щита має форму бійниць, у які вписана дата заснування міста — 1740 рік. Автор емблеми — В. Мережко.

### Сучасність
За часів незалежності офіційних символів міста, на відміну від районних, довгий час не існувало. До 2012 року неофіційно використовувалась стара радянська емблема. Сучасний герб міста був прийнятий на сесії Новомиргородської міської ради 5 вересня 2012 року.